# Philippe, Chevalier de Lorraine

Chevalier de Lorraine, avmålad som Ganymedes av Baldassare Franceschini.

Philippe, Chevalier de Lorraine, född 1643, död 1702, var en fransk adelsman. Han är känd som älskare till hertig Filip I av Orléans, bror till kung Ludvig XIV. 

## Biografi
Han var var andra son till prince Henri I de Lorraine, Comte d'Harcourt, och Marguerite-Philippe du Cambout.
Han var allmänt känd vid hovet som Chevalier de Lorraine. Han inledde sitt förhållande med kungens bror de var tonåringar år 1656, och de var etablerade i ett fast förhållande när Orléans ingick sitt officiella äktenskap 1661. Chevalier de Lorraine har kallats för Orléans livs kärlek, och deras förhållande varade hela livet. Förhållandet var dock inte monogamt, då Chevalier de Lorraine noteras ha haft både manliga och kvinnliga sexualpartners vid sidan av. 
Chevalier de Lorraine beskrivs som vacker som en ängel, intelligent, viljestark och slösaktig. Han anklagades av Saint-Simon och av Orléans två hustrur för att dominera och manipulera kungens bror och utnyttja sitt inflytande över honom, och Orléans hustrur uppfattade och behandlade honom som en farlig rival. Orléans förklarade för sin första hustru att han inte kunde älska henne utan tillstånd från Lorraine. 
Ludvig XIV ogillade homosexualitet, men han uppskattade sin "svåger" Chevalier de Lorraine därför att denne alltid var villig att använda sitt inflytande när kungen ville förmå sin bror att göra något, något som alltid lyckades.
År 1670 förvisade kungen Chevalier de Lorraine från hovet på begäran av sin svägerska, men lät honom återvända samma år av hänsyn till sin bror. År 1682 förvisade kungen honom en andra gång för att ha förfört hans son Louis de Bourbon, greve de Vermandois, men tilläts återvända på önskan av kungens bror. 
Orléans andra hustru Elisabeth Charlotte accepterade honom för att hon inte hade något val, men anklagade honom för att ligga bakom för att vara ansvarig för att hennes son 1692 tvingades gifta sig med kungens utomäktenskapliga dotter. Han lyckades så småningom sluta fred med Elisabet Charlotte.  
Chevalier de Lorraine avled i slag efter sexuellt umgänge med kvinnor. 